# Bataille de Thessalonique (995)
Guerres byzantino-bulgares
Batailles
- Ongal (680)
- Anchialos (708)
- Marcellae (756)
- Lithosoria (774)
- Marcellae (792)
- Serdica (809)
- Pliska (811)
- Versinikia (813)
- Mesembria
- Guerre de 894 - 896
  - Bulgarophygon
- Guerre de 913 - 927
  - Anchialos (917)
  - Pegae (921)
- Guerre de 970 - 1018
  - Portes de Trajan (986)
  - Thessalonique (995)
  - Passe de Kleidion (1014)
  - Bitola (1015)
- Ostrovo (1040)
- Klokotnica (1230)
- Andrinople (1254)
- Devina (1279)
- Skafida (1304)
- Rusokastro (1332)

La bataille de Thessalonique se déroule en 995 ou un peu avant, près de la ville de Thessalonique, en Grèce. Elle fait partie de la longue guerre qui oppose le Premier Empire bulgare, dirigé par Samuel Ier de Bulgarie, à l'Empire byzantin de Basile II, à la charnière entre le Xe siècle et le XIe siècle. Les Bulgares sont dirigés par Samuel en personne, qui parvient à tendre une embuscade et à détruire la garnison byzantine de Thessalonique, tuant Grégoire Taronitès (le gouverneur de la ville) et capturant son fils Ashot.

## Prélude
Après sa grande victoire à la bataille des Portes de Trajan et la guerre civile qui s'ensuit au sein de l'empire byzantin, Samuel Ier de Bulgarie est libre d'attaquer les forteresses byzantines positionnées dans la péninsule balkanique. Après avoir affirmé son pouvoir au nord des Balkans, en 995, il mène une campagne contre Thessalonique, la deuxième plus grande ville de l'empire byzantin, défendue par le dux Grégoire Taronitès.
La date exacte de cette bataille a fait débat. Une source arménienne la place dès 991. Jean Skylitzès la fixe à 996 mais en se basant sur le fait que le successeur de Grégoire Taronitès comme doux de Thessalonique prend ses fonctions à la fin de l'année 995, les recherches modernes citent en général la date de 995 pour cette bataille,.

## La bataille
Samuel envoie un petit détachement vers la ville tandis que le gros de l'armée reste en arrière, pour préparer précautionneusement une embuscade contre l'armée byzantine. Alors que la petite force bulgare approche de Thessalonique, Grégoire Taronitès envoie son fils, Ashot, avec l'avant-garde, pour s'y opposer et reconnaître les positions bulgares. Ashot s'attaque au détachement bulgare qu'il parvient à repousser mais il ne tarde pas à tomber dans l'embuscade préparée par les Bulgares et à être encerclé avec ses hommes. Son père, qui le suit avec la principale troupe byzantine, s'élance à sa rescousse mais il est tué au cours de l'action,.

## Conséquences
Une fois fait prisonnier, Ashot est emmené en Bulgarie où il épouse Miroslava, la fille de Samuel. Il est nommé gouverneur de Dyrrachium, où il décide finalement de rejoindre les Byzantins à bord d'un navire qui rallie Constantinople,. 
À Thessalonique, Jean Chaldos succède à Grégoire Taronitès. Toutefois, il est lui aussi victime d'une embuscade bulgare et est fait prisonnier en 996,. Après cette nouvelle victoire, Samuel s'enhardit et s'aventure vers le sud, au sein du thème de l'Hellas, pour une expédition de pillage. Il s'empare de Larissa et atteint Corinthe où il apprend l'arrivée d'une armée dirigée par Nicéphore Ouranos. Il décide alors de repartir vers le nord. Les deux armées se rencontrent près de la rivière Sperchios où Samuel est vaincu,. Toutefois, il faut attendre 1018 pour voir la fin du long conflit entre les Bulgares et les Byzantins, avec la victoire de ces derniers.